# 五百城文哉
五百城 文哉（いおき ぶんさい、1863年8月11日（文久3年6月27日 ） - 1906年（明治39年）6月6日）は、明治時代の日本の洋画家。本名は熊吉。

## 経歴・人物
1863年8月11日（文久3年6月27日）常陸国水戸藩（現：茨城県水戸市）に生まれる。1878年（明治11年）から翌年まで母校である水戸上市小学校の教壇に立つ。1884年（明治17年）農商務省山林局雇となり、高橋由一の門に入る。1887年（明治20年）東京府工芸品共進会に出品。1890年（明治23年）第3回内国勧業博覧会に出品、褒状を受ける。その後、農商務省を依願退職し、肖像画や風景画を描きながら新潟地方や、茨城、栃木など、各地を遊歴。1892年（明治25年）本名を熊吉から文哉に改める。同年から日光に住み、植物や名所を描く。日光での弟子には小杉放菴や福田たね等がいる。翌年1893年（明治26年）シカゴ万博に「日光東照宮陽明門」を出品。
1901年（明治34年）日光を訪れた牧野富太郎と植物採集をする。東京山草会の結成に携わる。1906年（明治39年）6月6日、日光にて没、44歳。
高山植物を中心とする、植物学的な知識に基づいた精緻な植物画を得意とした。また、武田久吉らと交遊し「日本高山植物写生図」をのこした。

## 主な作品
- 日光東照宮陽明門
- 百花百草図
- 日本高山植物写生図